# Oliver Kahn
Oliver Rolf Kahn, nemški nogometaš, * 15. junij 1969, Karlsruhe, Zahodna Nemčija.
Kahn je nekdanji vratar, ki je bil član nemške nogometne reprezentance na štirih Svetovnih in treh Evropskih prvenstvih. Na Svetovnem prvenstvu 1994 je bil tretji vratar izbrane vrste, nato pa drugi vratar na Evropskem prvenstvu 1996, ko je Nemčija osvojila naslov prvaka, in Svetovnem prvenstvu 1998. Na vseh treh tekmovanjih je ostal brez nastopa na tekmah. Po Svetovnem prvenstvu 1998, ko je Andreas Köpke končal svojo kariero v reprezentanci, je Kahn postal prvi vratar izbrane vrste. Nastopil je na vseh treh tekmah na Evropskem prvenstvu 2000, kjer se je Nemčija poslovila po skupinskem delu tekmovanja. Na Svetovnem prvenstvu 2002, kjer je Nemčija osvojila drugo mesto, potem ko jo je v finalu z 2:0 premagala Brazilija, je Kahn kot kapetan moštva nastopil na vseh sedmih tekmah in bil izbran za najboljšega vratarja turnirja. Na naslednjem Evropskem prvenstvu 2004 je Nemčija zopet izpadla po skupinskem delu tekmovanja, Kahn pa je nastopil na vseh treh tekmah. Kratko pred začetkom Svetovnega prvenstva 2006 v domači državi je selektor Jürgen Klinsmann za prvega vratarja izbral Jensa Lehmanna ter je Kahn nastopil le na zadnji tekmi, ko je Nemčija premagala Portugalsko s 3:1 in osvojila tretje mesto. To je bila hkrati njegova zadnja tekma za reprezentanco, s katero je v dvanajstih letih zbral 86 nastopov, od česar je bil na 49 tekmah tudi kapetan moštva.
V članski karieri je najprej nastopal za Karlsruher SC, klub iz njegovega rojstnega mesta. Leta 1994 je prestopil v Bayern München, kjer je postal eden izmed najuspešnejših vratarjev na svetu. V bavarskem klubu je ostal vse do upokojitve leta 2008 ter nastopil na 429 tekmah v Bundesligi in 103 tekmah v Ligi prvakov. Zadnjo tekmo je odigral 17. maja 2008 proti Herthi.